# Leichtathletik-Weltmeisterschaften 2022/Teilnehmer (Eswatini)
| Goldmedaillen | Silbermedaillen | Bronzemedaillen |
| ------------- | --------------- | --------------- |
| —             | —               | —               |

Eswatini nahm an den Leichtathletik-Weltmeisterschaften 2022 in Eugene mit einem Athleten teil.

## Ergebnisse

### Männer

#### Laufdisziplinen
| Athlet             | Disziplin | Vorlauf | Vorlauf | Halbfinale | Halbfinale | Finale | Finale |
| Athlet             | Disziplin | Zeit    | Platz   | Zeit       | Platz      | Zeit   | Platz  |
| ------------------ | --------- | ------- | ------- | ---------- | ---------- | ------ | ------ |
| Sibusiso Matsenjwa | 200 m     | 20,60 s | 29      | DNQ        | DNQ        | –      | –      |